# Danielopolina carolynae
Danielopolina carolynae – gatunek małżoraczka z rzędu Halocyprida i rodziny Thaumatocyprididae. Skorupiak głębinowy o ciele ukrytym w dwuklapkowym karapaksie długości 1,85 mm. Jedyny przedstawiciel monotypowego rodzaju Danielopolina. Znany z pojedynczego okazu samicy z południowego Atlantyku.

## Taksonomia
Gatunek ten został opisany w 1976 roku przez Louisa S. Kornickera i Israela Gregory'ego Sohna i nazwany na cześć Carolyn B. Gast. Wyznaczony został gatunkiem typowym nowego rodzaju Danielopolina, nazwanego na cześć Dana L. Danielopola. Ponadto w rodzaju umieszczony został wówczas gatunek Danielopolina orghidani. W 2006 roku L. Kornicker i D. Danielopol podzielili rodzaj na dwa podrodzaje: Danielopolina sensu stricto i Danielopolina (Humphrysella). W 2013 roku ukazała się praca A. Iglikowskiej i G.A. Boxshalla. Na podstawie analizy filogenetycznej wyniesiono w niej Humphrysella do rangi osobnego rodzaju, do którego przeniesiono także część gatunków z podrodzaju nominatywnego tak, że obecnie rodzaj Danielopolina uznawany jest za monotypowy z D. carolynae jako jedynym gatunkiem. Gatunek ten znany jest wyłącznie z okazu holotypowej samicy.

## Opis
Małżoraczek o karapaksie długości 1,85 mm i wysokości 1,72 mm. Klapy karapaksu w obrysie prawie okrągłe, wyższe z przodu niż z tyłu. Środek klap gładki, pozostała część z siateczkowatą rzeźbą o oczkach pięcio- i sześciokątnych. Przednio-brzuszna krawędź karapaksu jest prosta i ograniczona dwoma stożkowatymi guzkami. Guzek tylno-grzbietowy na prawej klapie karapaksu jest położony bardziej z tyłu niż ten na lewej klapie. Klapy karapaksu w obrysie prawie okrągłe, wyższe z przodu niż z tyłu. Czułki pierwszej pary o ośmioczłonowych gałęziach. Pierwszy człon z dwoma brzusznymi szczecinkami. Czułki drugiej pary mają dziewięcioczłonowy egzopodit z pojedynczą szczecinką na pierwszym członie oraz endopodit z 4 szczecinkami końcowymi i 1 boczną na drugim członie. Występują po 2 długie i 6 krótkich pazurków na każdej blaszce (lamelli) furki.

## Rozprzestrzenienie
Gatunek głębinowy. Jedyny znany okaz odłowiono na południowym Atlantyku na głębokości 3459 m.